# 젊은 여인들
"젊은 여인들"은 1969년 공개된 대한민국의 영화이다.

## 배역
- 신영균
- 고은아
- 남정임
- 전양자
- 김희갑
- 정애란
- 박봉선
- 임예심
- 조학자
- 나정옥
- 지계순
- 고영숙
- 김인수
- 김민정
- 송영삼